# Canoagem nos Jogos Olímpicos de Verão de 2016 - K-2 200 m masculino
A competição do K-2 200 m masculino da canoagem nos Jogos Olímpicos de Verão de 2016 realizou-se nos dias 17 (provas eliminatórias e semifinais) e 18 de agosto (finais), no Estádio da Lagoa.

## Calendário
Horário local (UTC-3)
| Dia          | Horário | Fase          |
| ------------ | ------- | ------------- |
| 17 de agosto | 08:51   | Eliminatórias |
| 17 de agosto | 10:10   | Semifinal     |
| 18 de agosto | 09:47   | Final         |

## Medalhistas
| Ouro   | ESP Saúl Craviotto e Cristian Toro       |
| Prata  | GBR Liam Heath e Jon Schofield           |
| Bronze | LTU Aurimas Lankas e Edvinas Ramanauskas |

## Resultados

### Eliminatórias
Os melhores canoístas de cada bateria avança para a final A, os demais disputam as semifinais.

#### Bateria 1
| Pos. | Canoísta                           | CON           | Tempo  | Notas |
| ---- | ---------------------------------- | ------------- | ------ | ----- |
| 1    | Aurimas Lankas Edvinas Ramanauskas | LTU Lituânia  | 31.755 | FA    |
| 2    | Nebojša Grujić Marko Novaković     | SRB Sérvia    | 31.776 | SF    |
| 3    | Maxime Beaumont Sébastien Jouve    | FRA França    | 31.855 | SF    |
| 4    | Ryan Cochrane Hugues Fournel       | CAN Canadá    | 32.749 | SF    |
| 5    | Edson da Silva Gilvan Ribeiro      | BRA Brasil    | 33.021 | SF    |
| 6    | Daniel Bowker Jordan Wood          | AUS Austrália | 34.246 | SF    |

#### Bateria 2
| Pos. | Canoísta                              | CON               | Tempo  | Notas |
| ---- | ------------------------------------- | ----------------- | ------ | ----- |
| 1    | Saúl Craviotto Cristian Toro          | ESP Espanha       | 31.161 | FA    |
| 2    | Sándor Tótka Péter Molnár             | HUN Hungria       | 31.438 | SF    |
| 3    | Liam Heath Jon Schofield              | GBR Grã-Bretanha  | 31.534 | SF    |
| 4    | Tom Liebscher Ronald Rauhe            | GER Alemanha      | 31.572 | SF    |
| 5    | Sergii Tokarnytskyi Andrey Yerguchyov | KAZ Cazaquistão   | 33.807 | SF    |
| 6    | Choi Min-kyu Cho Kwang-hee            | KOR Coreia do Sul | 33.825 | SF    |
| 7    | Alberto Ricchetti Mauro Crenna        | ITA Itália        | 34.000 | SF    |

### Semifinal
Os três canoístas mais bem colocados de cada grupo avança para a final A, o restante disputam a final B.

#### Semifinal 1
| Pos. | Canoísta                              | CON               | Tempo  | Notas |
| ---- | ------------------------------------- | ----------------- | ------ | ----- |
| 1    | Sándor Tótka Péter Molnár             | HUN Hungria       | 32.138 | FA    |
| 2    | Maxime Beaumont Sébastien Jouve       | FRA França        | 32.526 | FA    |
| 3    | Ryan Cochrane Hugues Fournel          | CAN Canadá        | 33.494 | FA    |
| 4    | Choi Min-kyu Cho Kwang-hee            | KOR Coreia do Sul | 33.767 | FB    |
| 5    | Sergii Tokarnytskyi Andrey Yerguchyov | KAZ Cazaquistão   | 35.151 | FB    |

#### Semifinal 2
| Pos. | Canoísta                       | CON              | Tempo  | Notas |
| ---- | ------------------------------ | ---------------- | ------ | ----- |
| 1    | Liam Heath Jon Schofield       | GBR Grã-Bretanha | 31.899 | FA    |
| 2    | Tom Liebscher Ronald Rauhe     | GER Alemanha     | 32.061 | FA    |
| 3    | Nebojša Grujić Marko Novaković | SRB Sérvia       | 32.513 | FA    |
| 4    | Edson da Silva Gilvan Ribeiro  | BRA Brasil       | 33.359 | FB    |
| 5    | Alberto Ricchetti Mauro Crenna | ITA Itália       | 34.318 | FB    |
| 6    | Daniel Bowker Jordan Wood      | AUS Austrália    | 34.845 | FB    |

### Final

#### Final B
| Pos. | Canoísta                              | CON               | Tempo  | Notas |
| ---- | ------------------------------------- | ----------------- | ------ | ----- |
| 1    | Choi Min-kyu Cho Kwang-hee            | KOR Coreia do Sul | 33.812 |       |
| 2    | Edson da Silva Gilvan Ribeiro         | BRA Brasil        | 33.992 |       |
| 3    | Daniel Bowker Jordan Wood             | AUS Austrália     | 35.334 |       |
| 4    | Sergii Tokarnytskyi Andrey Yerguchyov | KAZ Cazaquistão   | 35.427 |       |
| 5    | Alberto Ricchetti Mauro Crenna        | ITA Itália        | 35.516 |       |

#### Final A
| Pos.              | Canoísta                           | CON              | Tempo  | Notas |
| ----------------- | ---------------------------------- | ---------------- | ------ | ----- |
| Medalha de ouro   | Saúl Craviotto Cristian Toro       | ESP Espanha      | 32.075 |       |
| Medalha de prata  | Liam Heath Jon Schofield           | GBR Grã-Bretanha | 32.368 |       |
| Medalha de bronze | Aurimas Lankas Edvinas Ramanauskas | LTU Lituânia     | 32.382 |       |
| 4                 | Sándor Tótka Péter Molnár          | HUN Hungria      | 32.412 |       |
| 5                 | Tom Liebscher Ronald Rauhe         | GER Alemanha     | 32.488 |       |
| 6                 | Nebojša Grujić Marko Novaković     | SRB Sérvia       | 32.656 |       |
| 7                 | Maxime Beaumont Sébastien Jouve    | FRA França       | 32.699 |       |
| 8                 | Ryan Cochrane Hugues Fournel       | CAN Canadá       | 33.767 |       |